# Bô
Bô é uma comuna francesa na região administrativa da Normandia, no departamento Calvados. Estende-se por uma área de 3,83 km². Em 2010 a comuna tinha 125 habitantes (densidade: 32,6 hab./km²).